# Psicología aplicada
La Psicología aplicada es una rama de la psicología que tiene como objeto dar la solución a problemas prácticos y cotidianos del comportamiento humano, aumentar la calidad de vida u optimizar el funcionamiento de los grupos de personas. De este modo, se sirve de los conocimientos acumulados, de las diversas técnicas y los métodos desarrollados por la psicología básica para alcanzar su fin.
Uno de sus principales exponentes es Hugo Münsterberg, quien ya habíamos dicho antes en los inicios de la psicología priorizó la vertiente aplicada de esta ciencia sobre ámbitos como el trabajo, la asociación y el crecimiento notable creando el término "psicotecnia".

## Desarrollo
Los primeros psicólogos aplicados fueron entre otros: William Stern, Waltes Will Scott, Lightner Witmer y Hugo Münsterberg, este último, fue un reconocido difusor de la psicología aplicada. 
Stern, fue uno de los primeros psicólogos aplicados, este puso un gran interés en la inteligencia, psicología infantil y psicología legal. Algunos de sus grandes hallazgos fueron, por ejemplo: la creación del cociente intelectual (CI), reconocido anteriormente como cociente de inteligencia, la creación de un laboratorio en el cual se estudiaban las aptitudes y por último creó el término psicotecnia, el cual se convertirá en aquello que hoy llamamos psicología aplicada.
Scott fue considerado como el iniciador de la psicología de la publicidad. Formaba parte del comité de motivación de la Asociación Psicológica Americana, creó un laboratorio con el fin del estudio de material psicológico; también realizó progresos importantes al concepto de sugestión. Fue el primero en fundar la cátedra de psicología aplicada. Pero sobre todo Scott, en el periodo de la Primera Guerra Mundial, creó los test de selección, orientación y determinación de habilidades, para los futuros soldados participantes en la guerra.
Witmer fue considerado el primero en fundar la psicología clínica, pero hoy en día lo que él consideraba clínica, es escolar, pues fundó una clínica en la cual trataba problemas infantiles en el ámbito escolar. Por otra parte también creó una revista llamada «Clínica Psicológica».
Hugo Münsterberg fue el máximo difusor de la psicología aplicada. Muchos psicólogos han afirmado que fue la figura más importante en el desarrollo de la psicología profesional, además de atribuirle el papel de fundador y difusor de la psicología aplicada moderna. Publicó diversos libros del tema, el más conocido de ellos fue «Psicología, General y Aplicada». Münsterberg se dedicó, no solamente a la psicología aplicada, sino que abordó muchos campos, sus avances comenzaron a ser visibles a partir del siglo XX. Antes de ello, estudió varias carreras y creó un laboratorio experimental en Alemania, donde se centró en temas como la percepción visual, las asociaciones y la memoria; es por ello que se le conoce como un psicólogo experimental y fue sobre la base de sus estudios que adquirió prestigio. Dada la importancia que adquirió, un estudiante americano llamado James, contactó con él con el propósito de proponerle la dirección del laboratorio psicológico de Harvard, el cual aceptó temporalmente, pues no quería marcharse definitivamente de Alemania. Con el paso del tiempo Münterberg se quedó en Alemania y fue allí cuando empezó su trayectoria profesional y académica en la psicología aplicada, siendo elegido presidente de la Asociación Psicológica Americana (APA). Se sabe que durante el principio del siglo XX y finales del XIX, la sociedad demandaba grandes cambios psicológicos debido a los avances tecnológicos e industriales. Wundt y su psicología experimental se negaban a la aplicación de una psicología sin fundamentación experimental, al principio Münsterberg defendía la misma postura, pero con el tiempo adoptó otra contraria. Fue un reconocido defensor de la aplicación psicológica a gran escala y su proceso de profesionalizarla. Su trabajo en los diferentes campos de aplicación también cobró importancia, no solo se centró en la psicología aplicada, sino que lo hizo en otros ámbitos, entre los que destacan el forense y el industrial. En el campo educacional, defendía las enseñanzas clásicas, siendo poco abierto a la nueva incorporación de estilos de enseñanza diferentes. En el campo de la psicoterapia, se encontraba en contra de la psicología de Freud en muchos aspectos, pues consideraba la enfermedad como un mal funcionamiento de comportamiento, más que un conflicto sexual, como defendía Freud. Su terapia se centraba en la hipnosis y la sugestión. Tuvo que eliminar esta última a causa de un accidente con un paciente. En la psicología forense Münsterberg participó activamente en muchos casos de asesinatos y fue a causa de ello que criticó el método judicial, pues no se tenía en cuenta que en los testimonios, la memoria juega un gran papel y estas declaraciones pueden estar tergiversadas. Fue de esta forma como la psicología forense obtuvo grandes avances. Por lo que respecta al campo de la psicología industrial, este fue uno de los campos más importantes para la consolidación del psicólogo, puesto que dada la incorporación de la nueva tecnología a las fábricas, fue importante su aportación, ya que realizó procesos de selección de personal y orientación, para hacer de la industria algo perfecto, es decir, quería colocar a la persona más adecuada en el sitio en el que era más productivo, así como aumentar la efectividad de la publicidad y aumentar el rendimiento de las fábricas, todo ello lo consiguió mediante la aplicación del test.
En el período de entreguerras, se fomentó su aplicación a los exámenes de vocación profesional (vocacionales), los modelos de enseñanza (métodos de enseñanza), las evaluaciones de aptitudes y cuestiones morales, la eficiencia, rendimiento bajo presión, la propaganda y la guerra psicológica, así como también en la rehabilitación.
Las industrias de la aviación y la aeroespacial fueron transcendentales para el desarrollo de la ergonomía, que es el estudio de las relaciones entre el hombre y las máquinas. Entre otras áreas donde se aplica, se pueden mencionar la conducta del consumidor, la psicología educativa, la psicología comunitaria.
El psicólogo Nicolai Mendit archivó un caso llamado «47», en el cual explicaba extraños procedimientos, algunos con nombres como «clonación de memoria», en su último archivo explica, contradiciendo a sus otros 49 archivos y con un título de «Todo es sugestión»; donde muestra resultados concluyentes de que la mente humana trabajó bajo la sugestión.
Una corriente que ha tomado fuerza dentro del campo, es la llamada "psicología positiva" la cual fue su precursor Martin Seligman, el objetivo de esta corriente es mejor el proceso psicoterapéutico a través de emociones positivas, resiliencia, actitud, animo, pues está centrada no solo en tragedias, trastornos, sino que trata de entender al ser humano desde una perspectiva positiva, donde se potencien sus cualidades, se refiere a visualizar lo mejor del ser humano, de  las cosas  buenas  que  hacen  que  florezca  su  potencial (…) no  confía  en  sueños  dorados,  utopías,  espejismos,  fe,  ni autoengaño,  sino  que  adopta  el método de la psicología científica, ampliando  el campo tradicional  de  actuación  y  distanciándose  de  dudosos métodos de autoayuda.  Es importante para que esta rama prospere, tener mayor validez científica, desarrollar instrumentos, terminología, comprobar los enunciados teóricos.